# Prova de queima
A prova de queima (em inglês: proof-of-burn) é um método de consenso distribuído e uma alternativa à prova de trabalho (em inglês: proof-of-work) e à prova de participação (em inglês: proof-of-stake). Este método também pode ser usado para formar uma nova criptomoeda a partir de outras.
O método consiste em mineradores que devem mostrar uma prova de que eles queimaram moedas - ou seja, as mandaram para um endereço verificavelmente inexpugnável (isto é, não é possível gastar o valor). Apesar de ser custoso num ponto de vista individual, assim como a prova de trabalho, a prova de queima não consome nenhum recurso além do valor subjacente queimado. Até então, a maioria das criptomoedas baseadas na prova de queima funcionam por queimar criptomoedas geradas pela mineração de prova de trabalho.

## Motivação
A ideia central do método é apresentar uma tarefa que seja difícil de ser realizada (tal como a prova de trabalho), mas com um consumo de recursos que não sejam refletidos no mundo real. Com a prova de trabalho, recursos reais são consumidos: equipamentos de mineração são fabricados, com mão-de-obra e materiais como entrada, uso de eletricidade, entre outros fatores. Enquanto uma criptomoeda está na sua fase inicial de distribuição, a prova de trabalho é a maneira mais usada. Entretanto, a partir do momento em que uma cripomoeda está em funcionamento, com sua fase inicial de distribuição perto do êxito, novas possibilidades surgem, com tarefas que sejam “caras” para um minerador mas que na realidade não sejam “caras” de uma perspectiva econômica.
A prova de participação é, de fato, um exemplo já existente de tal tarefa. É demasiado custoso, para um minerador, acumular uma quantia grande de moedas e tornar-se um dos principais stakeholders - mas do ponto de vista econômico, trata-se de uma troca da propriedade de valores, e não um gasto de eletricidade e outros recursos.
O criador da prova de queima, Ian Stewart, visou criar uma tarefa que seja um exemplo de contraste entre os dois pontos de vista. “Queimar” uma porção de moedas apenas significa enviá-las para um endereço que não gaste essas moedas, ou seja, moedas que são enviadas para um txout e que nunca serão resgatadas por um txin futuro. No caso do Bitcoin, tal endereço é um hash RIPEMD-160/SHA-256 de um script que possui um cálculo avaliado para falso.
Com essa definição, não é imediatamente aparente para os participantes da blockchain que as moedas foram queimadas no momento do ato. Mais tarde, quando um minerador que tenha queimado as moedas quiser exibir uma prova de que elas foram queimadas (que basicamente consiste em exibir o script que é avaliado para falso, e que sua função hash resulta no endereço para onde as moedas foram enviadas), os participantes terão a prova. Se for desejável que o ato da queima seja reconhecido desde o início, a queima pode simplesmente ser definida como o envio de moedas para um endereço inexpugável fixo.
Portanto, mineradores estariam criando blocos que, ao invés de serem resultados de uma quantidade imensa de cálculos, são resultados de uma queima de um quantidade de bitcoins. Tal quantidade significa um parâmetro de dificuldade ajustável, o qual a rede pode alterar de tempos em tempos (quinzenalmente, no caso da Bitcoin) para filtrar mineradores a uma extensão necessária para regular a criação de blocos a um ritmo desejado (um a cada 10 minutos, no caso da Bitcoin).
Adicionalmente, a prova de queima não deve ser exibida imediatamente após a queima de moedas. O ato da queima pode ser desfeito devido a uma reorganização da blockchain, permitindo que o mesmo minerador seja capaz de “queimar novamente” as mesmas moedas numa tentativa de obter um novo bloco após a organização. O protocolo deve exigir que o intervalo entre uma queima e sua prova seja de um tempo suficientemente longo para que não haja a possibilidade da queima ser desfeita.
Sob este protocolo, os mineradores irão queimar moedas a uma proporção muito próxima à proporção em que usuários comuns os enviam impostos, menos o custo real de recursos dos mineradores (ou seja, equipamento e eletricidade para administrar transações, blocos e provas de queima - tais custos serão muito menores que custos adquiridos via provas de trabalho, mas ainda existirão). Isso segue o mesmo princípio de equilíbrio que dita que mineradores terão que gastar aproximadamente o mesmo valor em recursos reais em provas de trabalho - se não o fizessem, a mineração seria lucrativo além do normal, e novos participantes seriam atraídos para o mercado. Se a queima de moedas, ao invés da compra de equipamentos de mineração, é o gasto incorrido por um minerador para competir pelo fluxo de receita, os mesmos princípios econômicos se aplicam.

## Esboço técnico
O fator chave do método é o uso de um fluxo de aleatoriedade para simular a geração de hashes aleatórios que um equipamento de mineração de prova de trabalho geraria. A simulação realizaria apenas uma fração de trabalho que a prova de trabalho faz, apenas para imitar as propriedades estatísticas de um fluxo de hashes de um equipamento de mineração, com um nível de detalhe suficiente para fornecer os mesmos tipos de padrões encontrados na prova de trabalho.
Dito isso, a prova de queima se inspira em abordagens usadas em sistemas de loteria para gerar esse fluxo. Tais sistemas são sujeitos a inspeções minuciosas do mecanismo que realiza as funções de sorteio, e tem seus resultados amplamente divulgados na mídia, assim impossibilitando qualquer fraude.
Esse fluxo, então, seria usado para simular o comportamento de um equipamento de mineração de prova de trabalho. Suponha que, num cenário real, um indivíduo compre um equipamento de mineração que efetue h hashes/segundo por b BTC. Isso significa que, durante um segundo, são produzidos uniformemente h números aleatórios entre 0 e 1. O resultado esperado durante esse tempo é definido como sendo o menor valor hash produzido. Verifica-se então se este resultado é menor que o valor atual da rede. Se for bom o bastante, o hash é publicado na rede, e os demais são descartados. Caso contrário, nem o hash obtido nem os demais são publicados. Na simulação, entretanto, o único valor que precisa ser calculado e produzido é um valor hash simulado que seja o menor valor para aquela duração. Os demais não necessitam ser calculados.
Existem duas considerações a serem tomadas no cálculo. Primeiramente, é desejável que o número do bloco a ser gerado seja incluso na função, a fim de manter os mineradores ativos e incentivá-los a executar suas simulações continuamente. Segundo, o valor das moedas queimadas também deve ser afetado, de uma maneira análoga ao valor de um equipamento de mineração que se desgasta com o tempo.
Resumidamente, com este cálculo, o comportamento de uma mineração se torna bastante similar com um caso real de prova de trabalho. A “compra” de equipamentos de mineração se torna o ato de queimar moedas, e isso afeta o minerador da mesma forma que gastar dinheiro com um fabricante de processadores, exceto pelo fato de que, no ponto de vista econômico, nenhum recurso real tenha sido gasto - e espera-se que, ao submeter hashes à rede na forma de blocos, o minerador ganhe uma recompensa (em forma de impostos) que seja maior que o valor gasto inicialmente. Se o minerador não se manter conectado à rede, ele não saberá quais transações serão qualificadas para serem inclusas no próximo bloco a ser gerado, e o próximo hash será desperdiçado. Enquanto isso, outras pessoas estarão “comprando equipamentos de mineração” (isto é, queimando moedas) também, seja num momento recente ou para compensar o “desgaste” das existentes - e a rede estará ajustando seu valor hash alvo para regular a proporção da produção de blocos que toda essa atividade de mineração está realizando, a uma taxa média desejada.

## Implicações econômicas
A intuição chave é que, de forma verificável, queimar publicamente uma quantidade de uma moeda não fiduciária é o mesmo que o inverso de uma demuratura no restante. Ou seja, se existem 21 milhões de moedas emitidas e não queimadas, e mais tarde existirem 20 milhões, é como se o montante fosse aumentado em 5%. Outra maneira de observar a natureza deste efeito seria por redefinir a “queima de n bitcoins” para, em vez de “mandar n bitcoins para um endereço inexpugável”, ser “espalhar” n bitcoins pela rede, isto é, enviá-las para todos os endereços (com saldo diferente de zero) existentes, de forma proporcional ao saldo já armazenado em cada.
Os que pagam o imposto de transação presumivelmente desejam reabastecer seus saldos de bitcoin para aproximadamente os mesmos níveis que antes, visto que estão pagando pelo processamento da transação como um serviço. Estes impostos são então queimados pelos mineradores (não diretamente - os impostos são coletados pelos mineradores, mas a forma que eles são obtidos são por queimar uma quantia aproximadamente igual). Daí, usuários normais da Bitcoin, para atingir seu reabastecimento desejado, terão que produzir um pouco mais, ou consumir um pouco menos, do que eles precisariam numa realidade hipotética em que eles não pagam impostos por suas transações. É essa lacuna extra entre produção e consumo que vai para o mercado.
Todo esse padrão de hábitos de consumo é o mesmo padrão de alocação real de recursos que aconteceria num sistema com prova de participação 100% operacional. A fração de impostos que seria colecionada seria a mesma mencionada acima, apesar de exigir a participação ativa de cada proprietário. Nesse sentido, a prova de queima seria uma prova de participação automatizada.

## Queima de moedas como uma ferramenta de transição
A prova de queima também pode ser de interesse como uma ferramenta para administrar uma transação ordenada de uma criptomoeda para outra. Se os desenvolvedores da nova moeda estiverem procurando por uma maneira de evitar o consumo real da prova de trabalho, mesmo na fase inicial de distribuição, não será possível usar a prova de queima na moeda nova, pois ela não existe. Porém, a queima da moeda antiga pode ser uma outra maneira.
A blockchain da nova moeda começaria com um catálogo completo de todas as txouts não gastas da velha moeda. Daí, mineradores exibiriam a queima da moeda velha até uma certa data. Após isso, o protocolo mudaria para a queima da moeda nova em si, com a dependência sobre a moeda velha descartada.
A consequência disso é que, se uma moeda velha estiver gradualmente sendo abandonada (à medida que a nova moeda estiver ganhando tração), seu valor não precisa entrar em colapso. Em vez disso, a moeda velha será queimada no processo de transição, reduzindo sua oferta nominal na maneira certa para acompanhar o ritmo de sua procura em declínio. Enquanto isso, essa mesma queima está produzindo novas moedas, no ritmo certo exigido para manter-se igual à procura em crescimento.

## Implementações

### Slimcoin
Slimcoin, uma criptomoeda alternativa baseada em Peercoin, usa prova de queima como parte de seu algoritmo de consenso e método alternativo de mineração.
Participantes com um nó Slimcoin pode obter moedas ao encontrar blocos de prova de queima. A probabilidade de um participante (identificado por seu endereço ou chave pública) encontrar um bloco é determinado por um valor chamado “moedas efetivamente queimadas”, baseada no total de moedas queimadas por esse endereço. Moedas queimadas decompõem-se ao passar do tempo: o valor de moedas efetivamente queimadas é reduzido a cada bloco, chegando a zero após cerca de um ano.

### Counterparty
A moeda auxiliar da Counterparty, uma extensão da Bitcoin com a funcionalidade de Colored Coins, foi distribuída por via de um processo de prova de queima. Participantes mandaram Bitcoins para um endereço Bitcoin inexpugável e receberam tokens da Counterparty em troca.
Durante o mês de janeiro de 2014, 2125,63 bitcoins foram enviados para o endereço 1CounterpartyXXXXXXXXXXXXXXXUWLpVr (um valor de aproximadamente U$ 1,8 milhões na época). A moeda da Counterparty, XCP, e usada pelo protocolo da Counterparty para criar novos ativos ou realizar apostas, por exemplo. A utilização da prova de queima para emitir XCP, em vez de uma forma mais tradicional para arrecadamento de altcoins, foi escolhida a fim de manter a distribuição inicial de fundos a mais justa e descentralizada possível, e para evitar questões judiciais em potencial.